# Juillaguet
Juillaguet (Julhaguet en limousin, dialecte occitan) est une ancienne commune du sud-ouest de la France, située dans le département de la Charente, en région Nouvelle-Aquitaine, devenue le 1er janvier 2016 une commune déléguée au sein de la commune nouvelle de Boisné-La Tude.
Ses habitants sont les Juillaguettais et les Juillaguettaises.

## Géographie

### Localisation et accès

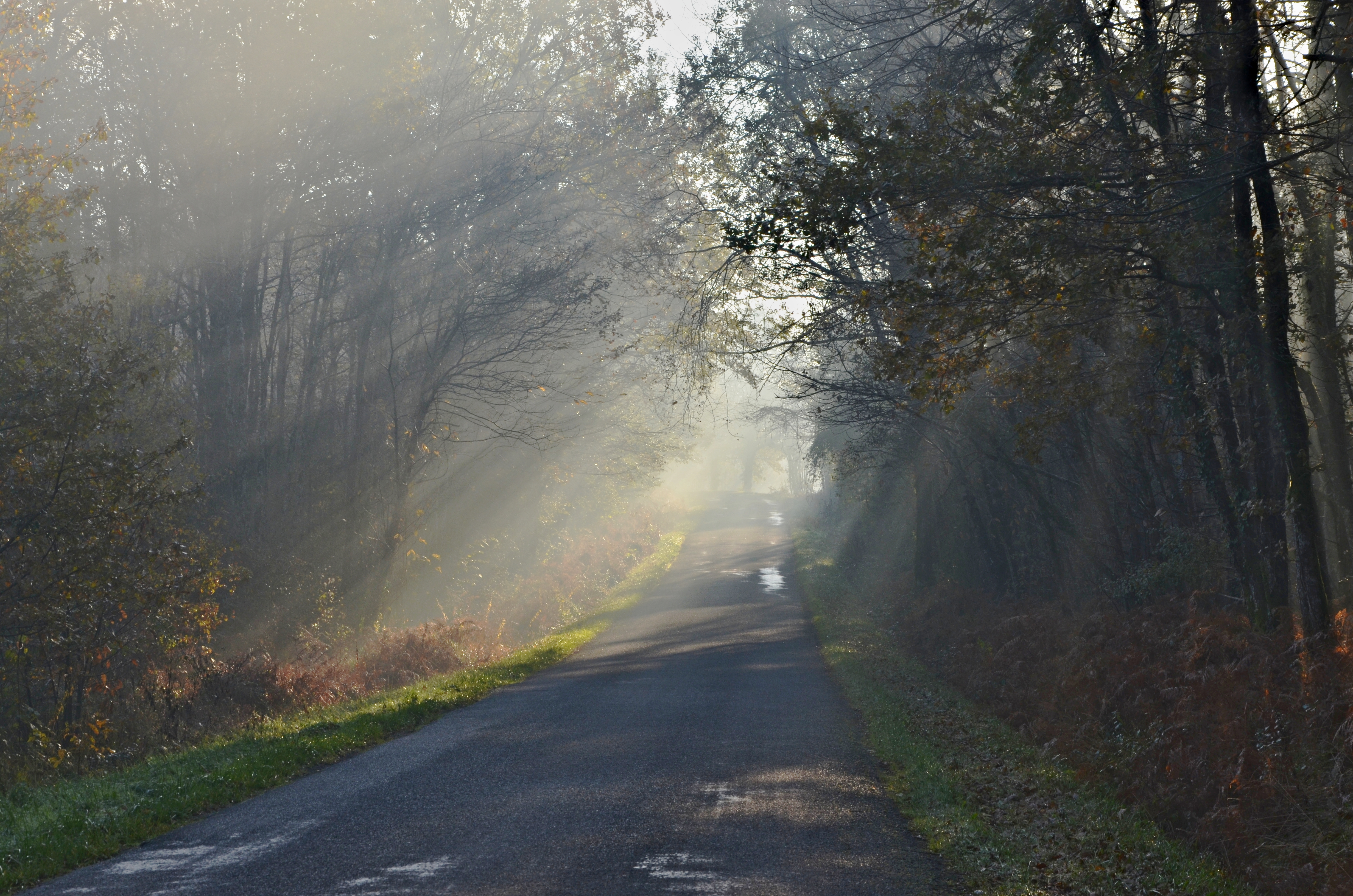
La D 19, près de l'entrée nord du bourg

Juillaguet est une commune du Sud Charente située à 5 km à l'ouest de Villebois-Lavalette et 20 km au sud d'Angoulême.
Le bourg de Juillaguet est aussi à 11 km de Montmoreau et Mouthiers, et 14 km de Blanzac.
La commune est située entre Villebois-Lavalette et la D 674, route d'Angoulême à Libourne qui passe 5 km à l'ouest. 
Le bourg est au carrefour de la D 19, route nord-sud allant de la D 674 en direction d'Angoulême à Saint-Séverin (directions de Ribérac et Aubeterre), et la D 123, route de moindre importance, qui va de Ronsenac à Charmant. 
La D.5 (route de Villebois à Blanzac-Porcheresse) et la D 22 passent aussi au nord et nord-est de la commune et en font la limite communale avec Magnac-Lavalette-Villars.
La gare la plus proche est celle de Montmoreau, desservie par des TER à destination d'Angoulême et de Bordeaux.

### Hameaux et lieux-dits
La commune compte plus de fermes que de véritables hameaux. La mairie est située à la Treille, qui fait partie quasiment du bourg.

### Communes limitrophes
|                           | Fouquebrune |                          |
| Charmant (Boisné-La Tude) | Juillaguet  | Magnac-Lavalette-Villars |
|                           | Ronsenac    |                          |

### Géologie et relief
Géologiquement, la commune de Juillaguet est dans la zone calcaire du Bassin aquitain datant du Crétacé supérieur, comme toute la moitié sud de la Charente. 
On trouve le Coniacien sur une petite zone à l'est, puis le Santonien qui occupe une partie orientale. Le sud-ouest de la commune est occupé par le Campanien, et une cuesta par paliers faisant face au nord-est marque un dénivelé sensible. On peut suivre cet escarpement dans tout le sud de la Charente, entre Gurat et le sud de Cognac, par Jurignac et Bouteville.
La crête boisée en limite ouest est recouverte de dépôts du Tertiaire (Lutétien), composé de galets, grès et argiles. Ces dépôts ont été altérés lors du Quaternaire. On trouve aussi des colluvions du Pléistocène (sables calcaires) sur les flancs (zones boisées à l'est du bourg),,.
Le bourg est situé à 181 m d'altitude. Le point haut de la commune, 203 m, est situé à l'ouest en limite de Charmant (bois de la Faye).
La D.19 devient au sud une pittoresque route de crête, entre les vallées de la Lizonne à l'est et celle de la Tude à l'ouest.

### Hydrographie
La limite nord-est de la commune est la ligne de partage des eaux entre Charente au nord et la Garonne au sud, ou bassin de la Dordogne, dans lequel se trouve entièrement la commune. La Tude qui passe à Montmoreau-Saint-Cybard et Chalais prend naissance à l'ouest du bourg.

### Climat
Comme dans les trois quarts sud et ouest du département, le climat est océanique aquitain.

## Toponymie
Les formes anciennes sont Juliaco en 1146, Julac vers le XIVe siècle, Julhiac en 1405, Juillagueto vers le XIVe siècle(?). L'abbé Nanclard note dans le cartulaire d'Angoulême « On trouve souvent Juliacum prope Carmentum [Charmant], quelquefois Juliaguetum. ».
Comme Juillac-le-Coq dans la région de Cognac, l'origine du nom de Juillaguet remonterait à l'anthroponyme romain Julius auquel est apposé le suffixe -acum, ce qui correspondrait à Juliacum, « domaine de Julius ». Juliaguetum signifie « le petit Juillac »,,.

### Limite linguistique
La commune marque la limite entre la langue d'oïl (domaine du saintongeais) à l'ouest, et le domaine occitan (dialecte limousin) à l'est. Elle se nomme Julhaguet en occitan.

## Histoire
La limite nord de la commune (route départementale 5), à Rodas, était l'ancienne voie romaine de Saintes à Périgueux, connue en Charente sous le nom de chemin Boisné.
Au XIXe siècle, le vieux logis situé au bourg était la propriété de la famille de Manny, vieille famille originaire du Hainaut (Belgique), dont les ancêtres vinrent s'établir en France pendant la guerre de Cent Ans.
La frairie annuelle avait lieu le deuxième dimanche de mai,.
Pendant la première moitié du XXe siècle, la commune était desservie par la petite ligne ferroviaire d'intérêt local à voie métrique des Chemins de fer économiques des Charentes allant de Blanzac à Villebois appelée le Petit Mairat. Cette ligne côtoyait la route de Blanzac à Villebois, en limite nord de la commune, mais las gares les plus proches étaient Charmant et Ronsenac.

## Administration

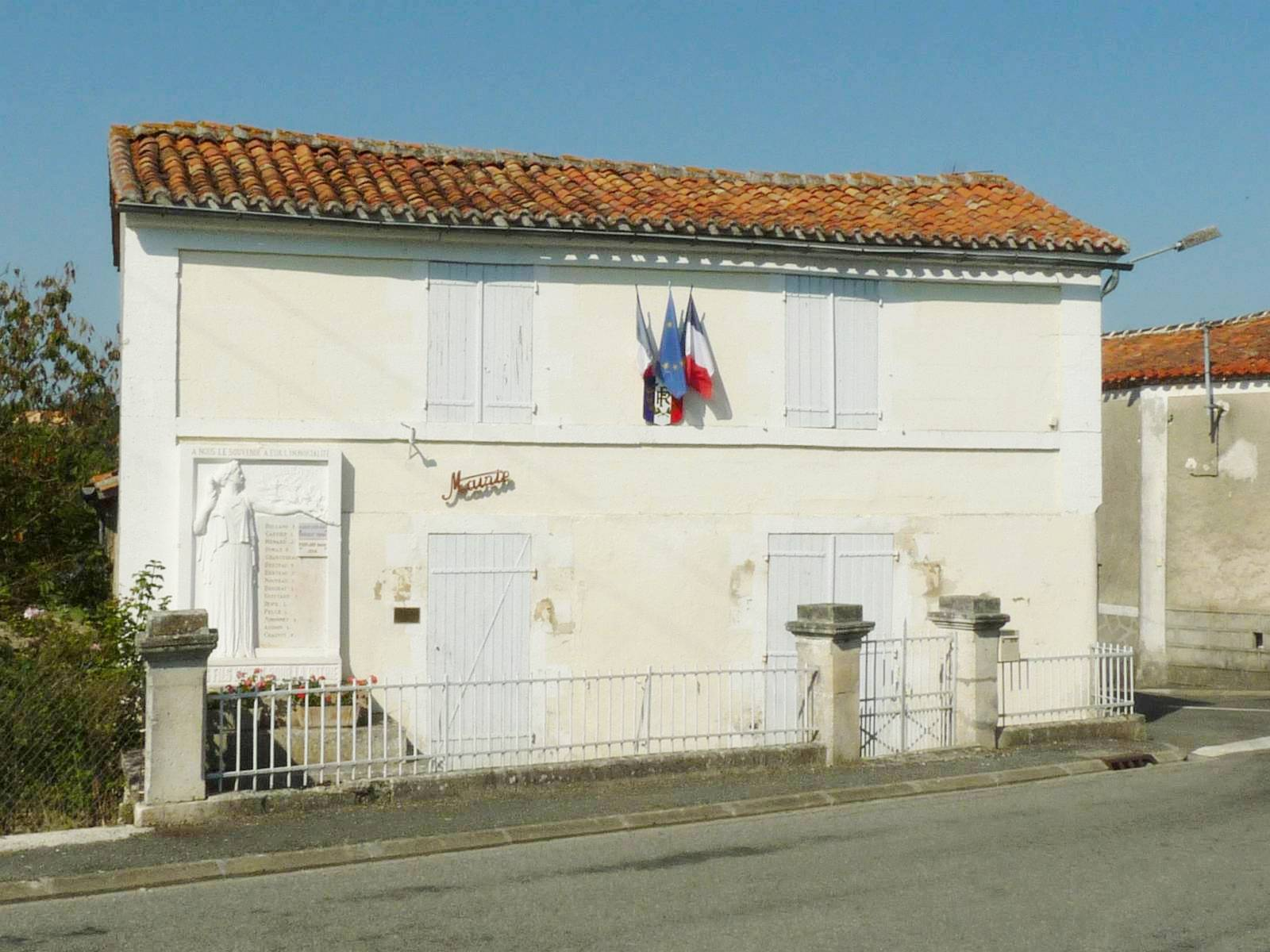
Mairie de Juillaguet

| Période                                  | Période       | Identité                   | Étiquette | Qualité           |
| ---------------------------------------- | ------------- | -------------------------- | --------- | ----------------- |
| Les données manquantes sont à compléter. |               |                            |           |                   |
| 1945                                     | 1958          | Frédéric Nebout            |           |                   |
| Les données manquantes sont à compléter. |               |                            |           |                   |
| avant 1988                               | 1989          | Jean Robuste de Laubarière | DVD       |                   |
| 1989                                     | 2014          | Jean-Louis Lacourarie      | SE        | Retraité          |
| 2014                                     | décembre 2015 | Jean-Luc Beneult           |           | Chef d'entreprise |

## Démographie

### Évolution démographique
L'évolution du nombre d'habitants est connue à travers les recensements de la population effectués dans la commune depuis 1793. À partir du 1er janvier 2009, les populations légales des communes sont publiées annuellement dans le cadre d'un recensement qui repose désormais sur une collecte d'information annuelle, concernant successivement tous les territoires communaux au cours d'une période de cinq ans. 
Pour les communes de moins de 10 000 habitants, une enquête de recensement portant sur toute la population est réalisée tous les cinq ans, les populations légales des années intermédiaires étant quant à elles estimées par interpolation ou extrapolation. Pour la commune, le premier recensement exhaustif entrant dans le cadre du nouveau dispositif a été réalisé en 2006,.
En 2013, la commune comptait 150 habitants, en évolution de +12,78 % par rapport à 2008 (Charente : +0,65 %, France hors Mayotte : +2,49 %).
| 1793 | 1800 | 1806 | 1821 | 1831 | 1841 | 1846 | 1851 | 1856 |
| ---- | ---- | ---- | ---- | ---- | ---- | ---- | ---- | ---- |
| 230  | 267  | 283  | 286  | 286  | 288  | 297  | 278  | 255  |

| 1861 | 1866 | 1872 | 1876 | 1881 | 1886 | 1891 | 1896 | 1901 |
| ---- | ---- | ---- | ---- | ---- | ---- | ---- | ---- | ---- |
| 274  | 255  | 241  | 225  | 231  | 222  | 195  | 208  | 204  |

| 1906 | 1911 | 1921 | 1926 | 1931 | 1936 | 1946 | 1954 | 1962 |
| ---- | ---- | ---- | ---- | ---- | ---- | ---- | ---- | ---- |
| 204  | 212  | 206  | 193  | 193  | 177  | 206  | 175  | 147  |

| 1968 | 1975 | 1982 | 1990 | 1999 | 2006 | 2011 | 2013 | - |
| ---- | ---- | ---- | ---- | ---- | ---- | ---- | ---- | - |
| 146  | 120  | 118  | 107  | 98   | 127  | 142  | 150  | - |

### Pyramide des âges
| Hommes | Classe d’âge | Femmes |
| ------ | ------------ | ------ |
| 1,6    | 90 ans ou +  | 3,2    |
| 1,6    | 75 à 89 ans  | 12,7   |
| 17,2   | 60 à 74 ans  | 11,1   |
| 17,2   | 45 à 59 ans  | 20,6   |
| 31,2   | 30 à 44 ans  | 20,6   |
| 7,8    | 15 à 29 ans  | 12,7   |
| 23,4   | 0 à 14 ans   | 19,0   |

| Hommes | Classe d’âge | Femmes |
| ------ | ------------ | ------ |
| 0,5    | 90 ans ou +  | 1,6    |
| 8,2    | 75 à 89 ans  | 11,8   |
| 15,2   | 60 à 74 ans  | 15,8   |
| 22,3   | 45 à 59 ans  | 21,5   |
| 20,0   | 30 à 44 ans  | 19,2   |
| 16,7   | 15 à 29 ans  | 14,7   |
| 17,1   | 0 à 14 ans   | 15,4   |

## Lieux et monuments

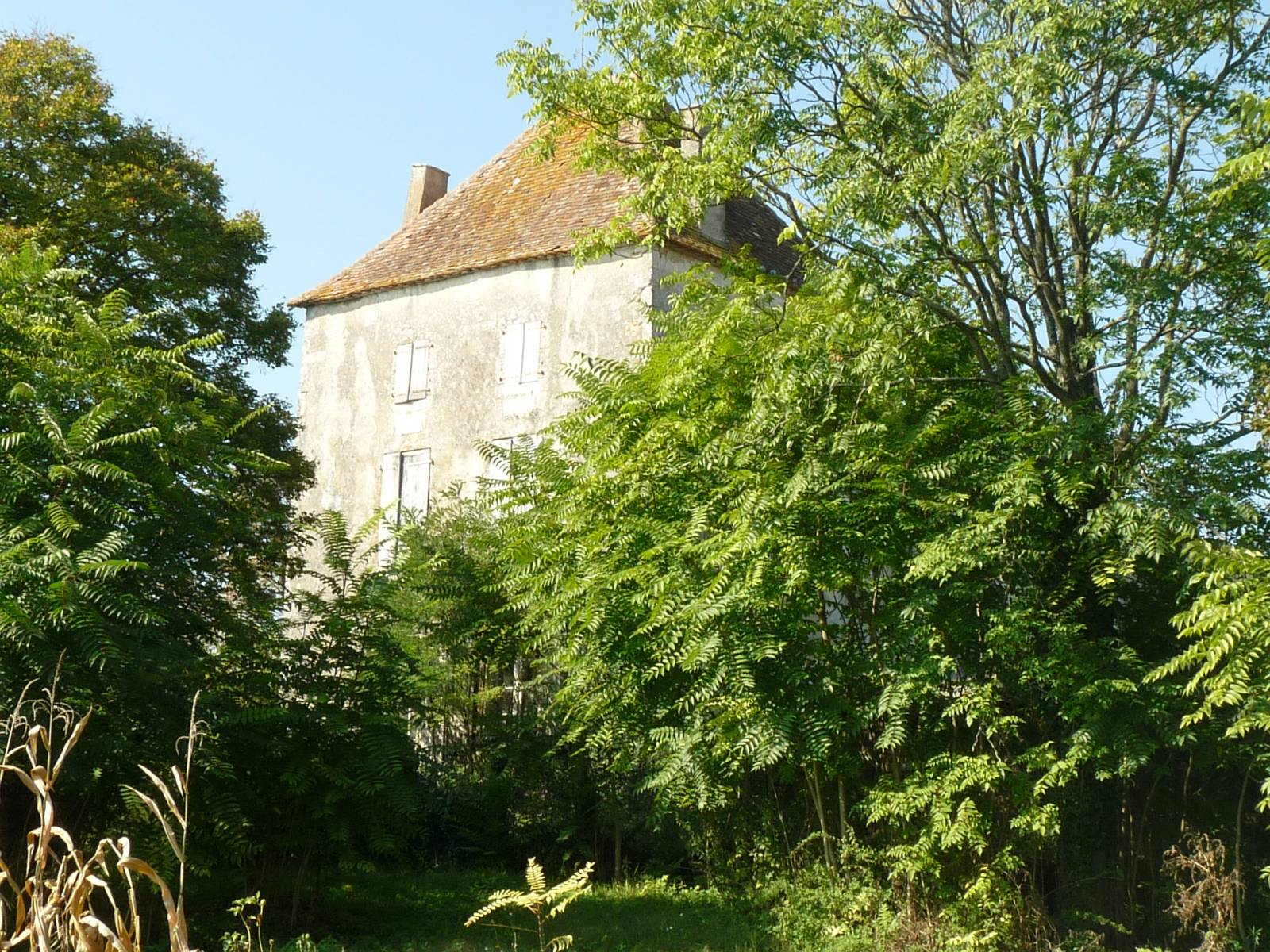
Haut-Logis, au bourg

- L'église paroissiale Saint-Hilaire. Fondation romane, percée d'une porte ogivale sur d'importants contreforts d'angle. Reconstruite au XVe siècle, elle fut restaurée de 1656 à 1668, puis en 1830. Deux chapelles latérales furent ajoutées, et un clocher arcade sur la façade.

- Château de Juillaguet. Appelé aussi Logis, ou Haut-Logis, situé au bourg. Deux niveaux de forme rectangulaire, prolongé à l'est par un gros pavillon coiffé d'une toiture à quatre pans.